# Hammerum Herred

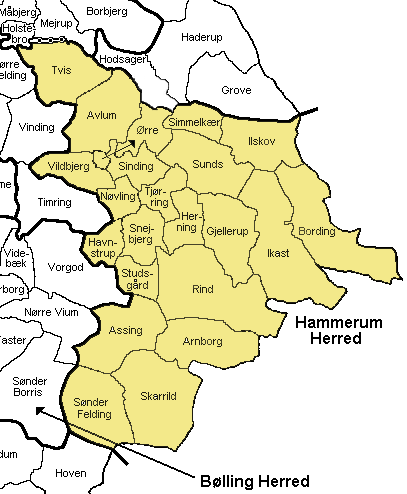
Hammerum Herred

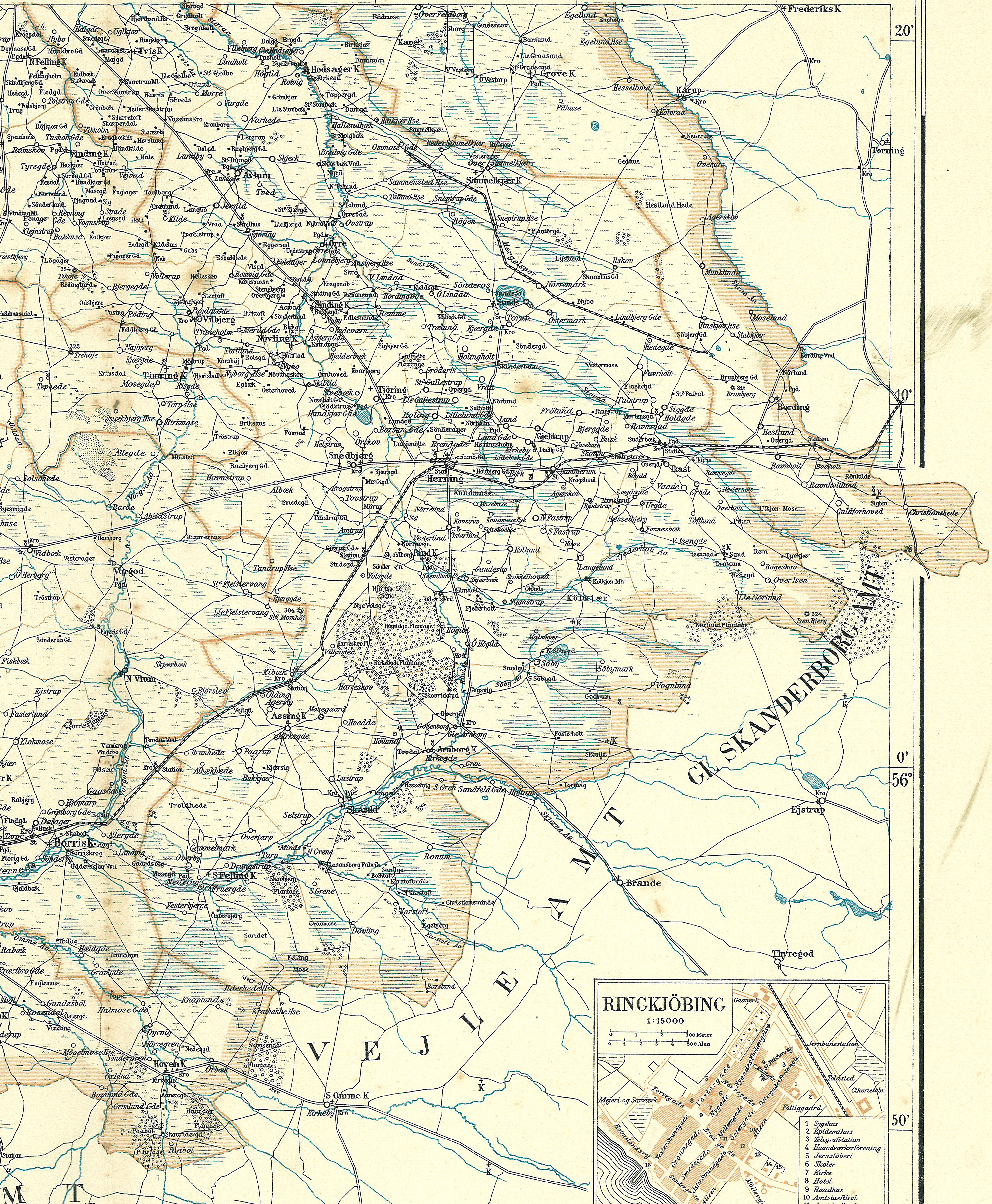
Hammerum Herred rond 1900

Hammerum Herred was een herred in het voormalige Ringkøbing Amt in Denemarken. De herred wordt in Kong Valdemars Jordebog vermeld als Hamrum- og Hambrumhæreth. Hammerum was de grootste van alle herreder in Denemarken.
Naast de stad Herning omvatte Hammerum oorspronkelijk 19 parochies.
- Arnborg
- Assing
- Avlum
- Bording
- Fredens (niet op de kaart)
- Gjellerup
- Gullestrup (niet op de kaart)
- Haunstrup
- Hedeager (niet op de kaart)
- Herning
- Ikast
- Ilderhede (niet op de kaart)
- Ilskov
- Isenvad
- Kollund (niet op de kaart)
- Kølkær (niet op de kaart)
- Mejdal
- Nøvling (niet op de kaart)
- Rind
- Sankt Johannes (niet op de kaart)
- Simmelkær
- Sinding
- Skarrild
- Snejbjerg
- Studsgård
- Sunds
- Sønder Felding
- Tjørring
- Tvis
- Vildbjerg
- Ørre